# Kiira Korpi
Kiira Linda Katriina Korpi (ur. 26 września 1988 w Tampere) – fińska łyżwiarka figurowa, startująca w konkurencji solistek. Uczestniczka igrzysk olimpijskich (2006, 2010), wicemistrzyni (2012) i dwukrotna brązowa medalistka mistrzostw Europy (2007, 2011), 5-krotna mistrzyni Finlandii (2009, 2011–2013, 2015). Zakończyła karierę amatorską 27 sierpnia 2015 roku.

## Życie prywatne
Jej ojciec Rauno Korpi, był trenerem fińskiej żeńskiej drużyny hokeja, która zdobyła brązowy medal na Zimowych Igrzyskach Olimpijskich 1998 w Nagano. Ma starszą siostrę. W Finlandii przydomkiem Kiiry jest Jääprinsessa (ang. Ice Princess) ze względu na jej podobieństwo do Grace Kelly, księżnej Monako. Oprócz ojczystego języka fińskiego, Kiira zna również język szwedzki, niemiecki i angielski.
30 kwietnia 2018 roku wyszła za mąż za Arthura Borgesa podczas ceremonii nad jeziorem Como w Villa del Balbianello.

## Kariera

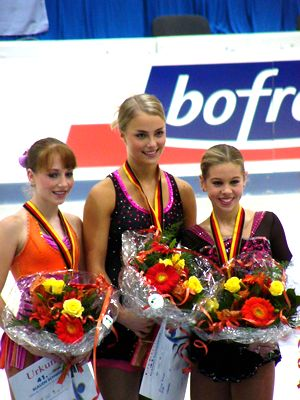
Na podium JGP w Niemczech 2004, od lewej: Kahle, Korpi, Taylor

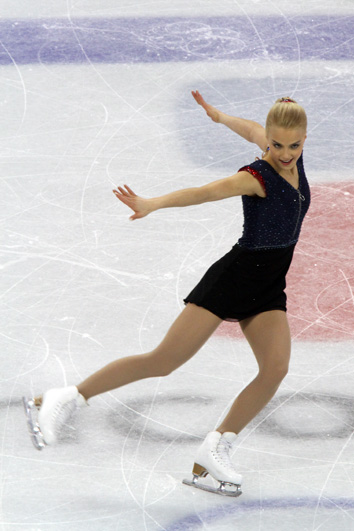
Igrzyska olimpijskie 2010

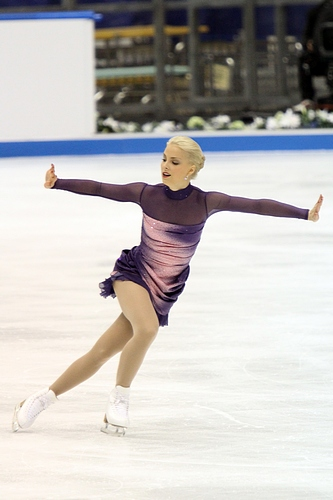
Program dowolny na NHK Trophy 2010

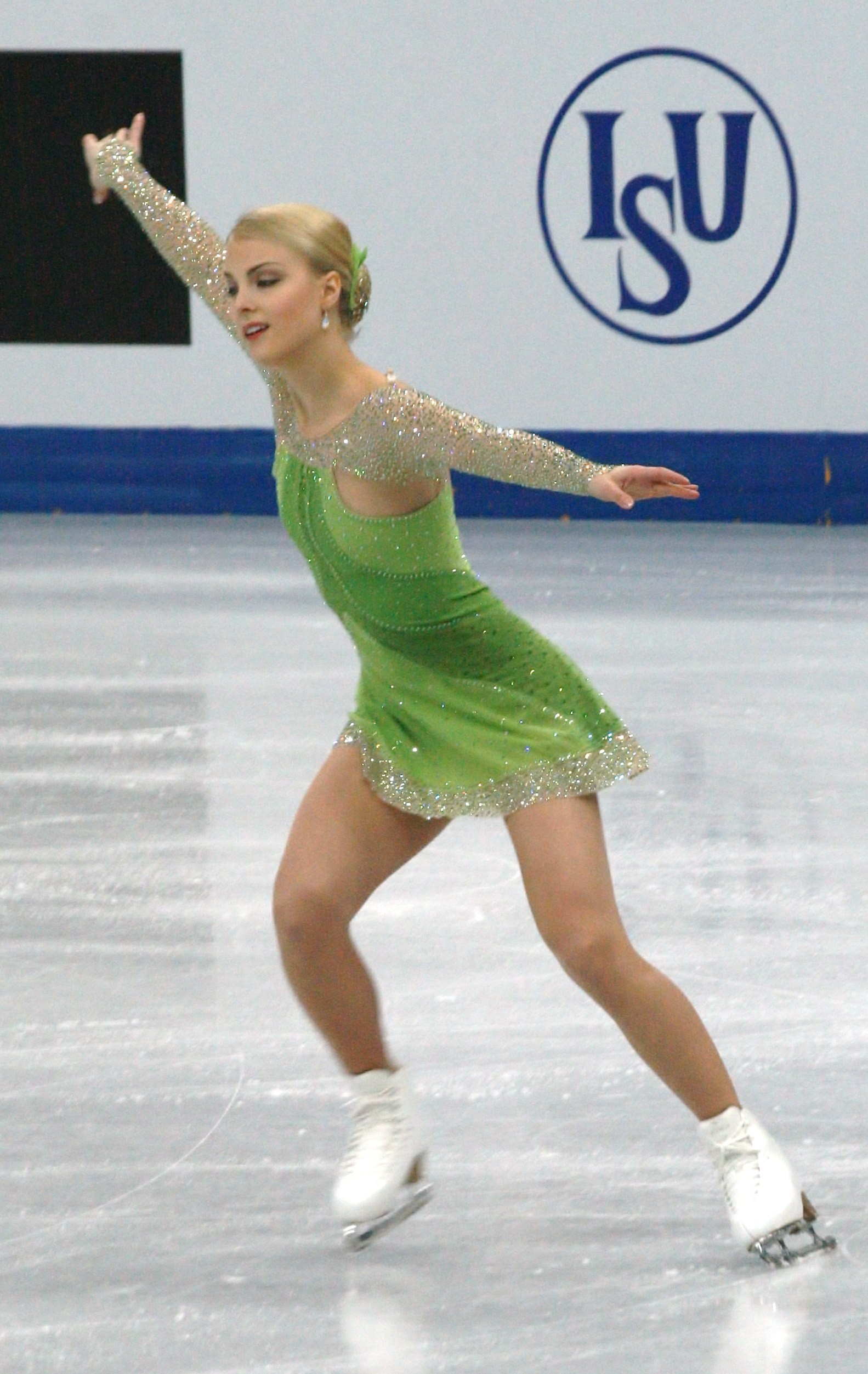
Finał Grand Prix 2012

Kiira Korpi rozpoczęła naukę jazdy na łyżwach mając 5 lat idąc w ślady swojej starszej siostry. Swój pierwszy potrójny skok, salchowa wylądowała mając 11 lub 12 lat.
Korpi rozpoczęła starty juniorskie w sezonie 2002/2003. W kolejnych czterech sezonach została mistrzynią Finlandii juniorek oraz stawała na podium seniorskich zawodów krajowych. Na arenie międzynarodowej trzykrotnie stawała na podium zawodów z cyklu Junior Grand Prix, w tym raz zwyciężyła na JGP w Niemczech w 2004 r. W sezonie 2005/2006 rywalizowała równolegle w zawodach juniorskich i seniorskich. Zajęła 6. miejsce na mistrzostwach Europy oraz 10. miejsce na mistrzostwach świata. Zadebiutowała również na Zimowych Igrzyskach Olimpijskich 2006 w Turynie, gdzie uplasowała się na 16. pozycji.
W kolejnych latach Korpi regularnie stawała na podium m.in. Finlandia Trophy. W 2007 roku na mistrzostwach Europy w Warszawie zdobyła swój pierwszy brązowy medal ustępując jedynie Włoszce Kostner i Szwajcarce Meier. W 2010 roku zakwalifikowała się na swoje drugie Zimowe Igrzyska Olimpijskie 2010 rozgrywane w kanadyjskim Vancouver. Na zawodach olimpijskich zajęła 11. miejsce. W kolejnych sezonach zdobyła drugi brązowy medal mistrzostw Europy w 2011 r. oraz została wicemistrzynią Europy w 2012 roku.
W trakcie całej swojej kariery Korpi często borykała się z kontuzjami. Latem 2011 r. kontuzja stopy wyeliminowała ja ze startów w Japan Open oraz Finlandia Trophy. Następnie w 2012 roku przewlekłe urazy stopy i bioder doprowadziły do jej wycofania się z mistrzostw świata 2012. Zaś w 2013 roku uszkodzone ścięgno Achillesa nie pozwoliło jej wystąpić na mistrzostwach Europy. Korpi opuściła sezon 2013/2014 ze względu na operację uszkodzonego ścięgna i rehabilitację, przez co nie miała szansy na walkę o kwalifikację olimpijską na Zimowe Igrzyska Olimpijskie 2014 w Soczi. Operację Korpi przeprowadził w kwietniu 2014 r. Hans-Wilhelm Müller-Wohlfahrt, lekarz drużyny Bayernu Monachium i męskiej reprezentacji Niemiec w piłce nożnej. 
Korpi po ciężkiej kontuzji startowała w sezonie 2014/2015, w którym zdobyła piąty tytuł mistrzyni Finlandii oraz wygrała Golden Spin Zagrzeb 2014. Na mistrzostwach świata była dopiero 31.
Pierwotnie Korpi planowała starty w sezonie 2015/2016, co potwierdzało jej zgłoszenie do zawodów Trophée Eric Bompard 2015 z których później wycofała się. Korpi ogłosiła zakończenie kariery amatorskiej 27 sierpnia 2015 r. Swoją decyzję o zakończeniu rywalizacji sportowej uzasadniła w późniejszych wywiadach brakiem motywacji do startów spowodowanej częstymi kontuzjami.

### Po zakończeniu kariery
Korpi po zakończeniu kariery amatorskiej kontynuowała występy w rewiach łyżwiarskich skupiając się w ten sposób na artystycznej stronie swojej dyscypliny. Była ambasadorką oraz korespondentką fińskiej telewizji podczas mistrzostw świata 2017 rozgrywanych w Helsinkach.

## Osiągnięcia
| Zawody                                | 02–03          | 03–04          | 04–05          | 05–06          | 06–07          | 07–08          | 08–09          | 09–10          | 10–11          | 11–12          | 12–13          | 13–14          | 14–15          |                |                |                |                |
| Międzynarodowe                        | Międzynarodowe | Międzynarodowe | Międzynarodowe | Międzynarodowe | Międzynarodowe | Międzynarodowe | Międzynarodowe | Międzynarodowe | Międzynarodowe | Międzynarodowe | Międzynarodowe | Międzynarodowe | Międzynarodowe | Międzynarodowe | Międzynarodowe | Międzynarodowe | Międzynarodowe |
| ------------------------------------- | -------------- | -------------- | -------------- | -------------- | -------------- | -------------- | -------------- | -------------- | -------------- | -------------- | -------------- | -------------- | -------------- | -------------- | -------------- | -------------- | -------------- |
| Igrzyska olimpijskie                  |                |                |                | 16             |                |                |                | 11             |                |                |                |                |                |                |                |                |                |
| Mistrzostwa świata                    |                |                |                | 10             | 14             | 9              |                | 19             | 9              |                |                |                | 31             |                |                |                |                |
| Mistrzostwa Europy                    |                |                | 13             | 6              | 3              | 5              | 5              | 4              | 3              | 2              |                |                | WD             |                |                |                |                |
| GP Finał Grand Prix                   |                |                |                |                |                |                |                |                |                |                | 4              |                |                |                |                |                |                |
| GP Cup of China                       |                |                |                |                |                |                |                | 2              |                |                | 3              |                |                |                |                |                |                |
| GP NHK Trophy                         |                |                |                |                |                |                |                |                | 4              | 6              |                |                |                |                |                |                |                |
| GP Rostelecom Cup                     |                |                |                |                | 6              | 4              |                |                |                | 5              | 1              |                |                |                |                |                |                |
| GP Skate America                      |                |                |                |                | 7              |                |                |                |                |                |                |                |                |                |                |                |                |
| GP Skate Canada International         |                |                |                |                |                |                |                |                |                |                |                | WD             |                |                |                |                |                |
| GP Trophée Eric Bompard               |                |                |                |                |                |                |                | 8              | 1              |                |                | WD             |                |                |                |                |                |
| CS Golden Spin Zagrzeb                |                |                |                |                |                |                |                |                |                |                |                |                | 1              |                |                |                |                |
| Golden Spin Zagrzeb                   |                |                |                |                |                | 2              |                |                |                |                |                |                |                |                |                |                |                |
| Nebelhorn Trophy                      |                |                |                |                |                |                |                | 2              | 1              |                |                |                |                |                |                |                |                |
| Finlandia Trophy                      |                |                |                |                | 1              | 5              |                | 3              | 2              |                | 2              |                |                |                |                |                |                |
| Merano Cup                            |                |                |                | 1              |                |                |                |                |                |                |                |                |                |                |                |                |                |
| NRW Trophy                            |                |                |                |                |                |                |                | 5              |                |                |                |                |                |                |                |                |                |
| Zimowa Uniwersjada                    |                |                |                |                |                |                | 3              |                |                |                |                |                |                |                |                |                |                |
| Międzynarodowe: Kategorie młodzieżowe |                |                |                |                |                |                |                |                |                |                |                |                |                |                |                |                |                |
| Mistrzostwa świata juniorów           | 19             | 16             | 10             |                |                |                |                |                |                |                |                |                |                |                |                |                |                |
| JGP Finał                             |                |                | 4              |                |                |                |                |                |                |                |                |                |                |                |                |                |                |
| JGP w Estonii                         |                |                |                | 3              |                |                |                |                |                |                |                |                |                |                |                |                |                |
| JGP w Niemczech                       |                |                | 1              |                |                |                |                |                |                |                |                |                |                |                |                |                |                |
| JGP w Polsce                          |                | 3              |                |                |                |                |                |                |                |                |                |                |                |                |                |                |                |
| JGP na Słowacji                       |                |                |                | 7              |                |                |                |                |                |                |                |                |                |                |                |                |                |
| JGP w Słowenii                        |                | 6              |                |                |                |                |                |                |                |                |                |                |                |                |                |                |                |
| JGP na Węgrzech                       |                |                | 6              |                |                |                |                |                |                |                |                |                |                |                |                |                |                |
| Golden Bear Zagrzeb                   | 5 J            |                |                |                |                |                |                |                |                |                |                |                |                |                |                |                |                |
| Mistrzostwa nordyckie                 |                | 1 J            |                |                |                |                |                |                |                |                |                |                |                |                |                |                |                |
| Krajowe                               |                |                |                |                |                |                |                |                |                |                |                |                |                |                |                |                |                |
| Mistrzostwa Finlandii                 | 2 J            | 1 J            | 2              | 3              | 4              | 2              | 1              | 2              | 1              | 1              | 1              |                | 1              |                |                |                |                |
| Zawody zespołowe                      |                |                |                |                |                |                |                |                |                |                |                |                |                |                |                |                |                |
| Japan Open                            |                |                |                |                |                | 2 T 6 P        |                |                |                |                |                |                |                |                |                |                |                |